# LHS 288
LHS 288 – gwiazda położona w gwiazdozbiorze Kila, w odległości ok. 15,8 lat świetlnych od Słońca, jedna z gwiazd bliskich Układowi Słonecznemu.
Jasność wizualna tej gwiazdy to 13,9m, zatem nie jest widoczna gołym okiem. Jest to samotny czerwony karzeł, przedstawiciel dość licznej populacji tych gwiazd w sąsiedztwie Słońca.